# TOMM40
TOMM40 (англ. Translocase of outer mitochondrial membrane 40) – білок, який кодується однойменним геном, розташованим у людей на короткому плечі 19-ї хромосоми. Довжина поліпептидного ланцюга білка становить 361 амінокислот, а молекулярна маса — 37 893.
| 10         |  | 20         |  | 30         |  | 40         |  | 50         |
| ---------- |  | ---------- |  | ---------- |  | ---------- |  | ---------- |
| MGNVLAASSP |  | PAGPPPPPAP |  | ALVGLPPPPP |  | SPPGFTLPPL |  | GGSLGAGTST |
| SRSSERTPGA |  | ATASASGAAE |  | DGACGCLPNP |  | GTFEECHRKC |  | KELFPIQMEG |
| VKLTVNKGLS |  | NHFQVNHTVA |  | LSTIGESNYH |  | FGVTYVGTKQ |  | LSPTEAFPVL |
| VGDMDNSGSL |  | NAQVIHQLGP |  | GLRSKMAIQT |  | QQSKFVNWQV |  | DGEYRGSDFT |
| AAVTLGNPDV |  | LVGSGILVAH |  | YLQSITPCLA |  | LGGELVYHRR |  | PGEEGTVMSL |
| AGKYTLNNWL |  | ATVTLGQAGM |  | HATYYHKASD |  | QLQVGVEFEA |  | STRMQDTSVS |
| FGYQLDLPKA |  | NLLFKGSVDS |  | NWIVGATLEK |  | KLPPLPLTLA |  | LGAFLNHRKN |
| KFQCGFGLTI |  | G          |  |            |  |            |  |            |

A: Аланін

C: Цистеїн

D: Аспарагінова кислота

E: Глутамінова кислота

F: Фенілаланін

G: Гліцин

H: Гістидин

I: Ізолейцин

K: Лізин

L: Лейцин

M: Метіонін

N: Аспарагін

P: Пролін

Q: Глутамін

R: Аргінін

S: Серин

T: Треонін

V: Валін

W: Триптофан

Кодований геном білок за функцією належить до поринів. 
Задіяний у таких біологічних процесах, як транспорт іонів, транспорт, транспорт білків, альтернативний сплайсинг. 
Локалізований у мембрані, мітохондрії, зовнішній мембрані мітохондрій.